# Quite Quiet
Quite Quiet je pražské folkové trio vedené původně chomutovským písničkářem Kubou Alexou. Kapela vznikla na jaře 2005 po rozpadu Alexovy předchozí skupiny Only..., kdy Alexa začal zkoušet s tehdejším baskytaristou skupiny Toneless Tomášem Srovnalem. Ještě jako duo natočili eponymní debutové ep Quite Quiet. Ihned po vydání desky - na podzim 2005 - se připojil bubeník Dan Dyk, se kterým roztočili v létě 2006 druhé ep. Na podzim roku 2006 do kapely přichází bubeník Petr Odstrčil, koncem roku 2007 Alexa a Srovnal domíchávají a vydávají roztočené ep pod názvem Lovers & Survival & Self-destruction... .

## Složení kapely
- Kuba Alexa - akustická kytara, zpěv
- Tomáš Srovnal - baskytara
- Petr Odstrčil - bicí

## Diskografie
- Quite Quiet (2005)

## Zajímavosti
- Název kapely lze přeložit jako „Docela klidné“
- Mezi Alexovy nejoblíbenější písničkáře patří Noel Gallagher, Paul Weller nebo třeba Glen Hansard.